# Kattrin Jadin
Pour les articles homonymes, voir Jadin.
Kattrin A.M.F. Jadin, née le 1er juillet 1980 à Liège est une femme politique belge germanophone, membre du Partei für Freiheit und Fortschritt (PFF) et du Mouvement réformateur (MR). Depuis septembre 2009, elle est la présidente du PFF. À la suite des élections communales en 2018, elle est devenue échevine de la ville d'Eupen. 
Elle est également ancienne judokate, championne de Belgique en catégorie d'âge et faisait partie de l'équipe nationale belge pendant plusieurs années. Elle detient la ceinture noire et le 2ème Dan.  

## Fonctions politiques
- Ancienne conseillère provinciale province de Liège (2006-2007).
- Conseillère communale d'Eupen de 2006 à 2018.
- Échevine de l'Économie, le Tourisme, le Commerce et le City-Management de la Ville d'Eupen depuis décembre 2018.
- Députée fédérale depuis le 10 juin 2007.
- Présidente du PFF depuis septembre 2009.

## Sa Biographie
Kattrin Jadin a fréquenté l'Athénée royal d'Eupen et a obtenu son diplôme d'études secondaires en 1998. De 1998 à 2001, elle a étudié le droit à l'Université de Liège. De 2001 à 2003, elle a passé sa licence en sciences politiques et relations internationales à l'Université de Liège avec son mémoire  sur "La politique européenne d'harmonisation de l'enseignement supérieur - le Processus de Bologne et ses conséquences".
De 2003 à 2007, elle a travaillé au sein du cabinet de Didier Reynders, vice-premier ministre et ministre des Finances, où elle était conseillère au sein de la cellule "la Régie des Bâtiments".
En 2006, Jadin a été élu au Conseil provincial de la Province de Liège et au Conseil communal de la Commune d'Eupen.
Depuis le 10 juin 2007, elle est membre de la Chambre des Représentants pour le parti libéral Mouvement Réformateur, dont le PFF est l'une des composantes. Elle a été réélue Députée fédérale en 2010, 2014 et 2019 et est actuellement le seul membre de la Chambre issu de la Communauté germanophone.
Au cours de la législature 2014-2019, elle a présidé la commission d'enquête Dieselgate et la commission du Droit commercial. 

Actuellement, Kattrin Jadin est un membre effectif des commissions suivantes :
- Défense nationale

- Relations extérieures

- Achat et Vente militaires

- Commission spéciale chargée du suivi des missions à l'étrangèr

- Commission spéciale chargée de la réévaluation de l'histoire coloniale de la Belgique

Depuis décembre 2018, elle est également Échevine de l'Économie, le Commerce, le Tourisme et le City-Management de la Ville d'Eupen.
En juin 2022, elle est candidate à occuper le poste de Juge à la Cour constitutionnelle de Belgique.
Elle est la sœur aînée de Sandra Jadin et d'Evelyn Jadin, également politicienne.

## Décoration
- Officier de l'ordre de Léopold (2024)[4]